# Чемпионат Африки по хоккею на траве среди женщин 1998
Чемпионат Африки по хоккею на траве среди женщин 1998 — 3-й розыгрыш чемпионата по хоккею на траве среди женских команд. Турнир прошёл с 7 по 11 ноября 1998 года в городе Хараре (Зимбабве) на стадионе «Magamba Hockey Stadium». В турнире приняло участие 4 сборных.
Чемпионами во 2-й раз в своей истории стала сборная ЮАР, обыгравшая в финале сборную Кении со счётом 5:0. Бронзовым призёром стала сборная Зимбабве.
Чемпионат также являлся квалификационным турниром для участия в чемпионате мира 2002. Путёвку на чемпионат мира получала одна команда — победитель турнира; соответственно, её получила сборная ЮАР.

## Результаты игр
| Команда  | И | В | Н | П | ГЗ | ГП | +/- | Очки |
| -------- | - | - | - | - | -- | -- | --- | ---- |
| ЮАР      | 3 | 3 | 0 | 0 | 29 | 2  | +27 | 9    |
| Кения    | 3 | 1 | 1 | 1 | 13 | 6  | +7  | 4    |
| Зимбабве | 3 | 1 | 1 | 1 | 8  | 6  | +2  | 4    |
| Египет   | 3 | 0 | 0 | 3 | 1  | 37 | −36 | 0    |

     Проходят в финал

### Плей-офф

#### Финал
| 11 ноября 1998 | \| ЮАР \| 5 – 0 \| Кения \| | .     |
| ЮАР            | 5 – 0                       | Кения |

## Итоговая таблица
| Место | Сборная  |
| ----- | -------- |
| 1     | ЮАР      |
| 2     | Кения    |
| 3     | Зимбабве |
| 4     | Египет   |